# Скальский, Станислав
Станислав Скальский (пол. Stanisław Skalski; 27 ноября 1915, Кодыма, Подольская губерния — 12 ноября 2004, Варшава) — польский военный лётчик, генерал бригады. Лучший польский ас Второй мировой войны.

## Биография
Родился вблизи Одессы в селе Лабушна Херсонской губернии (ныне город в Одесской области Украины) в семье агронома. 

### Образование, начало службы
В 1918 году его семья переехала в Польшу, где он окончил гимназию в Дубно в 1933 году. Продолжил образование в Варшавском политехническом институте и в Школе политических наук. Занимался в Мокотувском аэроклубе. В 1935 году оставил учёбу и вступил в Войско Польское. В 1936—1938 годах учился в школе подхорунжих авиации в Демблине («школе орлят»), завершил обучение в высшей школе пилотов в Грудзёндзе, которую окончил в 1938 году. Служил в 4-м авиационном полку в Торуне.

### Участие во Второй мировой войне
С начала Второй мировой войны участвовал в боях на истребителе PZL P.11c. В сентябре 1939 года одержал четыре личные и две групповые победы, что является рекордом для польской авиации в сентябрьской кампании. 1 сентября приземлился рядом со сбитым немецким разведывательным самолётом, защитил экипаж от самосуда толпы, после чего помог отправить немецких лётчиков в госпиталь. Немцы пережили войну, и в 1990 году состоялась встреча Скальского с бывшим лётчиком-наблюдателем Фрицем Виммером.
17 сентября на своём самолете пересёк румынскую границу, а затем через Ливан и Италию добрался до Франции.
В январе 1940 года направлен на переобучение в Великобританию. Служил в 302-й эскадрилье. С конца августа 1940 года участвовал в «битве за Британию» в составе 501-й истребительной эскадрильи британских Королевских ВВС, летал на истребителе Hawker Hurricane. 5 сентября 1940 был сбит над Англией, покинул самолёт с парашютом, находился на излечении в госпитале с ожогами. Вернулся на службу в конце октября 1940 года.
В феврале 1941 года был переведён в польскую 306-ю «Торуньскую» эскадрилью, первоначально служил на командном пункте, с апреля занимался выполнением боевых заданий над оккупированной Европой. В июле был произведён в капитаны, назначен командиром звена в составе эскадрилии. Летал на истребителе Supermarine Spitfire. С марта 1942 года командовал звеном в 316-й «Варшавской» эскадрилье, с мая 1942 — командир 317-й «Виленской» эскадрильи, участвовал в авиационной поддержке неудачной попытки высадки союзников в Дьепе. С ноября 1942 года — инструктор в 58-м учебном подразделении.
С февраля 1943 года служил в польской истребительной команде, действовавшей в Тунисе — так называемом «Цирке Скальского»; название дано в связи с мастерством пилотов, самым известным из которых был Скальский. Затем командовал (до октября 1943 года) 601-й эскадрильей, участвовавшей в высадке союзников на Сицилии. С декабря 1943 года — командир 131-го (польского) авиакрыла, затем 133-го (польского) авиакрыла, во главе которого в июне-июле 1944 года участвовал в боях в Нормандии.
Затем учился в командно-штабном колледже в Форт Левенворте (Канзас), читал лекции по тактике для офицеров американской авиации. Вернувшись в Европу, проходил службу в штабе 11-й авиагруппы, а с марта 1945 года — в штабе 133-го (польского) авиакрыла.
За время войны совершил 321 боевой вылет, в котором сбил 18 самолётов противника (еще 2 правдоподобно, 3 в группе и 4 «предположительно»).

### В послевоенной Польше
После окончания Второй мировой войны отказался от предложения службы в ВВС Великобритании (с получением британского подданства) и в 1947 году вернулся в Польшу. С 24 июня 1947 года — инспектор по технике пилотирования при штабе ВВС. 4 июня 1948 года был арестован по обвинению в шпионаже, подвергался пыткам на допросах известного своей жестокостью следователя Хумера. В 1950 году приговорён к смертной казни военным судом под председательством Мечислава Видая, но в 1951 году президент Болеслав Берут заменил приговор на пожизненное заключение. 11 апреля 1956 года освобождён из заключения и реабилитирован.
В ноябре 1956 года восстановлен на службе в польских ВВС. В 1957 году произведён в подполковники, прошёл обучение для полётов на реактивных самолётах, но служил в основном на земле.
С 1968 года — генеральный секретарь Польского аэроклуба в звании полковника. 10 апреля 1972 года переведён в резерв.
В 1957 году опубликовал мемуары «Чёрные кресты над Польшей» (пол. Czarne krzyże nad Polską). Был членом Союза борцов за свободу и демократию — официальной ветеранской организации Польской Народной Республики. В 1980-е участвовал в деятельности Патриотического союза «Грюнвальд», объединявшего польских националистов. В 1988 году произведён в генералы бригады.
В 1990-е занимался политической деятельностью. В 1991 году неудачно баллотировался в Сенат при поддержке Христианско-демократической партии труда. Поддерживал протестную деятельность профсоюза «Самооборона», в 1992 году — один из основателей популистского политического движения «Самооборона» во главе с Анджеем Леппером. В 1993 году неудачно баллотировался в Сейм. Данные о последних годах жизни Скальского носят противоречивый характер. По одним сведениям, он прожил их в бедности, после того, как опекуны забрали себе его жильё и сбережения. По другим, он жил в частном доме престарелых.

## Награды
Награждён Серебряным крестом и Золотым крестом Военного ордена «Виртути Милитари», Кавалерским крестом ордена Возрождения Польши, Крестом Грюнвальда III степени, Крестом Храбрых (четырежды), Медалью авиации (четырежды), орденом «За выдающиеся заслуги» (Великобритания), Крестом «За выдающиеся лётные заслуги» (Великобритания, трижды) и др.